# Daddy G
Ґрантлі Еван Маршалл (англ. Grantley Evan Marshall; нар. 18 грудня 1959), також відомий під сценічним псевдонімом Daddy G — британський ді-джей і засновник гурту Massive Attack.